# Ricoh

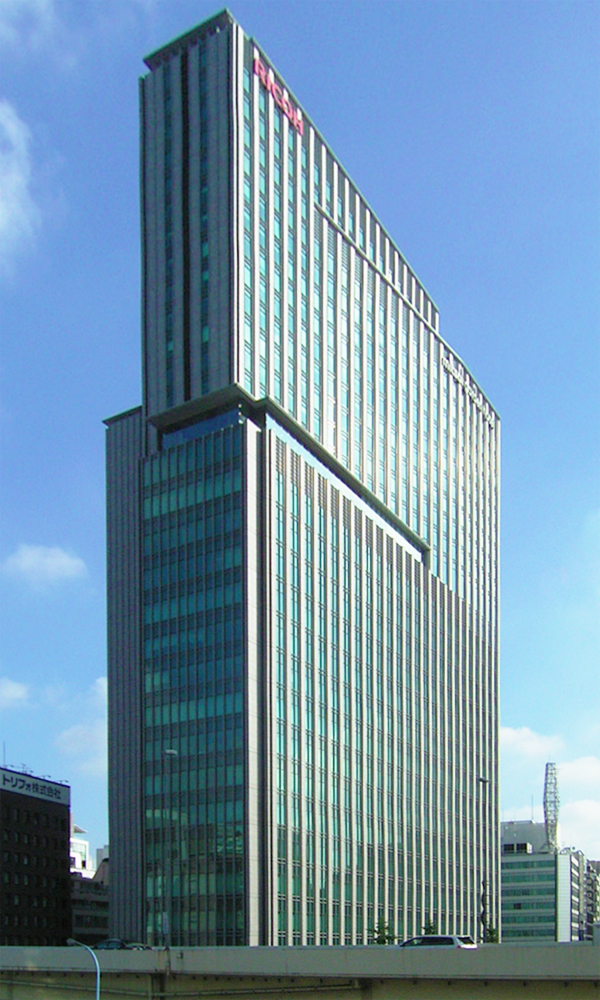
Ricoh-Hauptbürogebäude in Chūō (Tokio) (Januar 2007)

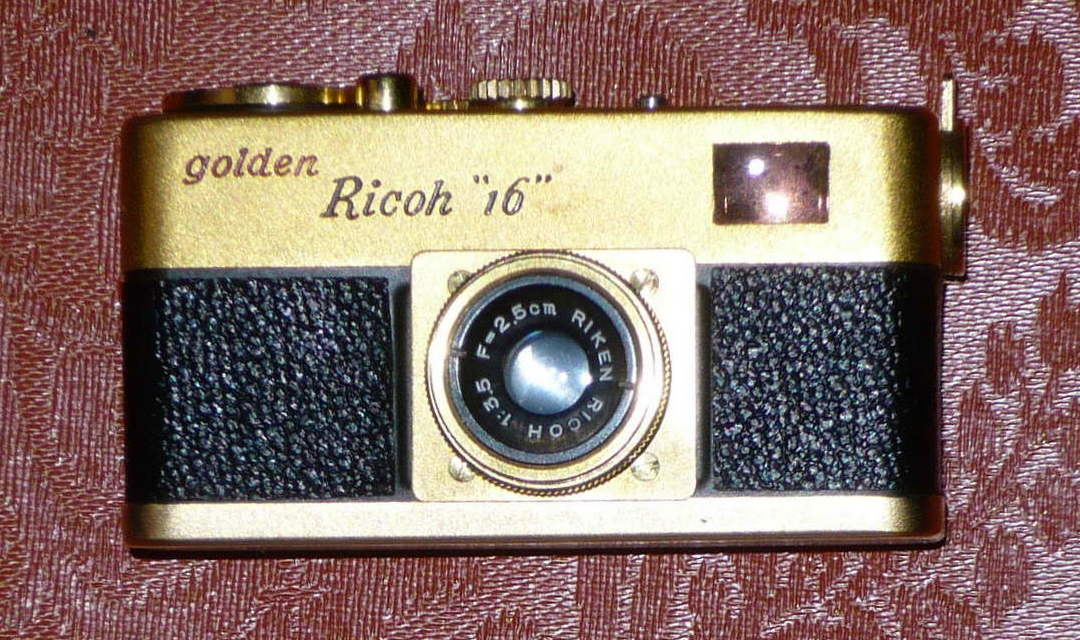
Golden Ricoh 16

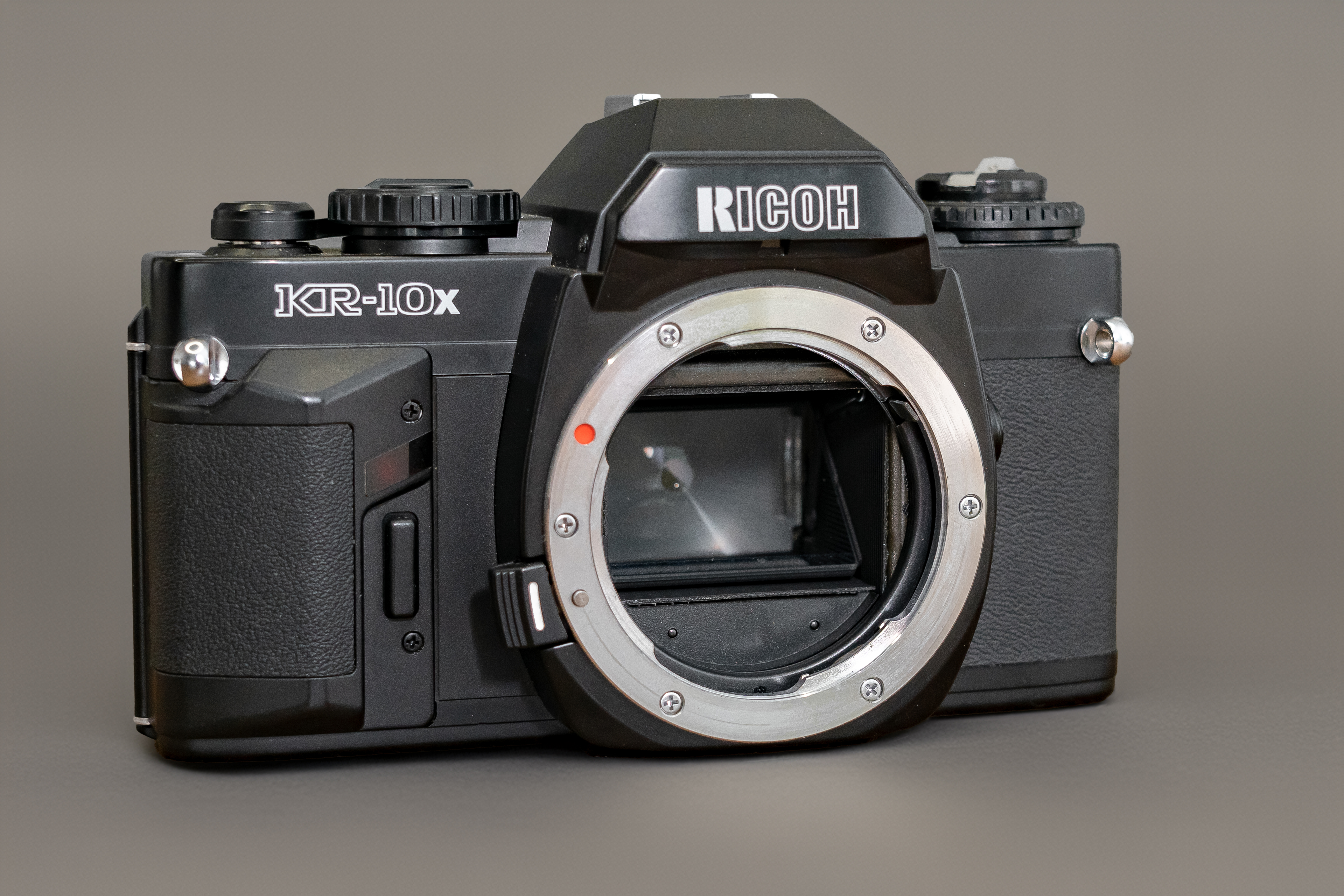
Spiegelreflexkamera: Ricoh KR-10x

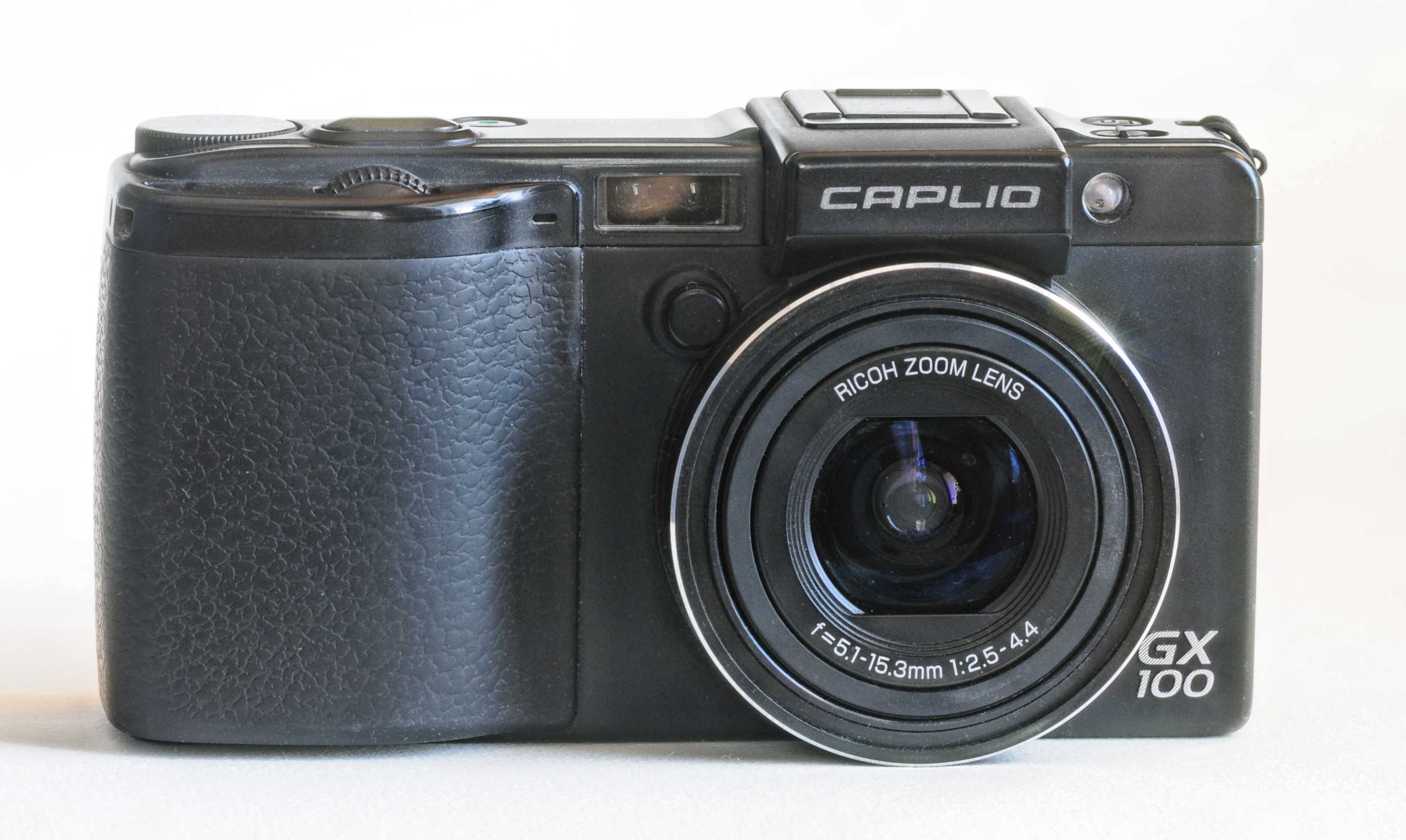
Caplio GX100

Das alte Ricoh-Logo

Das Unternehmen K.K. Ricoh (jap. 株式会社リコー, Kabushiki-gaisha Rikō), gelistet im Nikkei 225, gehört in die Reihe der großen international tätigen Hersteller von digitalen Bürokommunikationssystemen (z. B. Multifunktionssystemen, Druckern), Produktionsdrucksystemen sowie von Digital- und Kleinbildkameras. Im Geschäftsjahr 2014/15 erwirtschaftete Ricoh mit knapp 110.000 Beschäftigten einen Umsatz von etwa 17 Milliarden Euro. Der Hauptsitz des Unternehmens befindet sich in Tokio.

## Geschichte
Das Unternehmen wurde 1936 in Japan als Riken Kankoshi Co., Ltd. gegründet. Es vertrieb zu der Zeit lichtempfindliches Papier. 1938 begann es, Kameras zu produzieren, und die zweiäugige Ricohflex II wurde eine der begehrtesten 6x6cm Kameras der frühen 1950er Jahre. 1955 folgte der Einstieg in die Büromaschinenindustrie: Ricoh stellte die erste Diazokopiermaschine vor. 1957 war Ricoh als Hersteller von Fotoapparaten etabliert. 1973 gelang es Ricoh, mit dem Bürofernkopierer Rifax 600S durch die Übertragung einer Faxnachricht zwischen New York und Tokio in weniger als einer Minute einen Geschwindigkeitsrekord aufzustellen. Um 1975 schaffte es Ricoh, die meistverkaufte Kopiermaschine zu produzieren (Ricopy DT1200). Im Jahre 1982 stellte das Unternehmen das erste digitale Bürosystem vor, 1989 wurde das erste digitale ISDN-Faxgerät der Welt (Rifax 7000D) verkauft.

## Produkte

### Digitale Bürokommunikationslösungen
1981 begann Ricoh mit der Vermarktung von Normalpapierkopierern in Nordamerika und Europa. In der Folge nutzte Ricoh die weltweit zunehmende Digitalisierung und Vernetzung in den Büros weltweit und profilierte sich innerhalb von nur zwei Jahrzehnten als führender Anbieter von digitalen Bürokommunikationslösungen. Mit über 108.000 Mitarbeitern (Stand: 2020) und Büros in mehr als 200 Ländern (Stand: 2020) unterhält der Ricoh-Konzern eines der umfassendsten Vertriebs- und Servicenetzwerke der Branche.

### Hauptprodukte
Produktgruppen von Ricoh sind unter anderem:
- Drucker und Faxsysteme
- Produktionsdrucker
- Audiovisuelle Systeme
- 3D-Drucker
  - Im Oktober 2015 stellte Ricoh seinen ersten 3D-Drucker vor.[7] Das Gerät mit dem Namen AM S5500P ist für den industriellen Einsatz bestimmt und richtet sich an Unternehmen der Automobilindustrie.
- Textil-Direktdrucker
- Zubehör

### Softwarelösungen
- Druck- und Dokumentenmanagement (zum Beispiel Archivierung)
- Network Monitoring
- Drucklösungen und Connectivity
- Mobile Apps

### Digitalfotografie
Neben digitalen Kompaktkameras für den Amateurbereich bietet Ricoh mit den Modellreihen GR digital und GXR Kameras mit gehobenen Ausstattungsmerkmalen an. Diese Kameras genießen aufgrund ihrer relativ hohen Verarbeitungsgüte bei geringer Baugröße, lichtstarken Optiken und Bildsensoren im APS-C-Format (bei „GXR A“) einen guten Ruf auch unter professionellen Anwendern. Darüber hinaus bietet Ricoh mit der Modellreihe „G“ eine wasserdichte, stoßgeschützte und chemikalienbeständige digitale Kompaktkamera. Vorläufer der GR-Digital-Serie war die analoge Modellreihe „Ricoh GR“ mit fest verbauten, relativ lichtstarken Weitwinkeloptiken. Diese Kameras boten die hohe Bildqualität von Spiegelreflexkameras bei deutlich geringerer Größe und Gewicht. Sie trugen so zur Reputation des Markennamens Ricoh auch unter Profis bei.
Mit der Übernahme von Pentax im Jahr 2011 wurde das Portfolio im Bereich Digitalfotografie deutlich erweitert und es gehören auch wieder Spiegelreflexkameras, ein größeres Sortiment an Wechselobjektiven sowie beispielsweise spiegellose Systemkameras (siehe Pentax K-01) zum Angebot. Alle Aktivitäten der Fotosparte wurden in der Neugründung „Pentax Ricoh Imaging Co., Ltd.“ zusammengeführt.

## Auszeichnungen
Die Ratingagentur Oekom Research AG zeichnete Ricoh laut einem Bericht von World of Print aus dem August 2011 mit dem Prime Status aus.
Der Hersteller erhielt von der Bundesanstalt für Materialprüfung als erstes Unternehmen weltweit die Erlaubnis seine Produkte in den eigenen Laboratorien nach dem Umwelt-Standard Blauer Engel zu testen.

## Ländergesellschaften

### Ricoh Deutschland GmbH

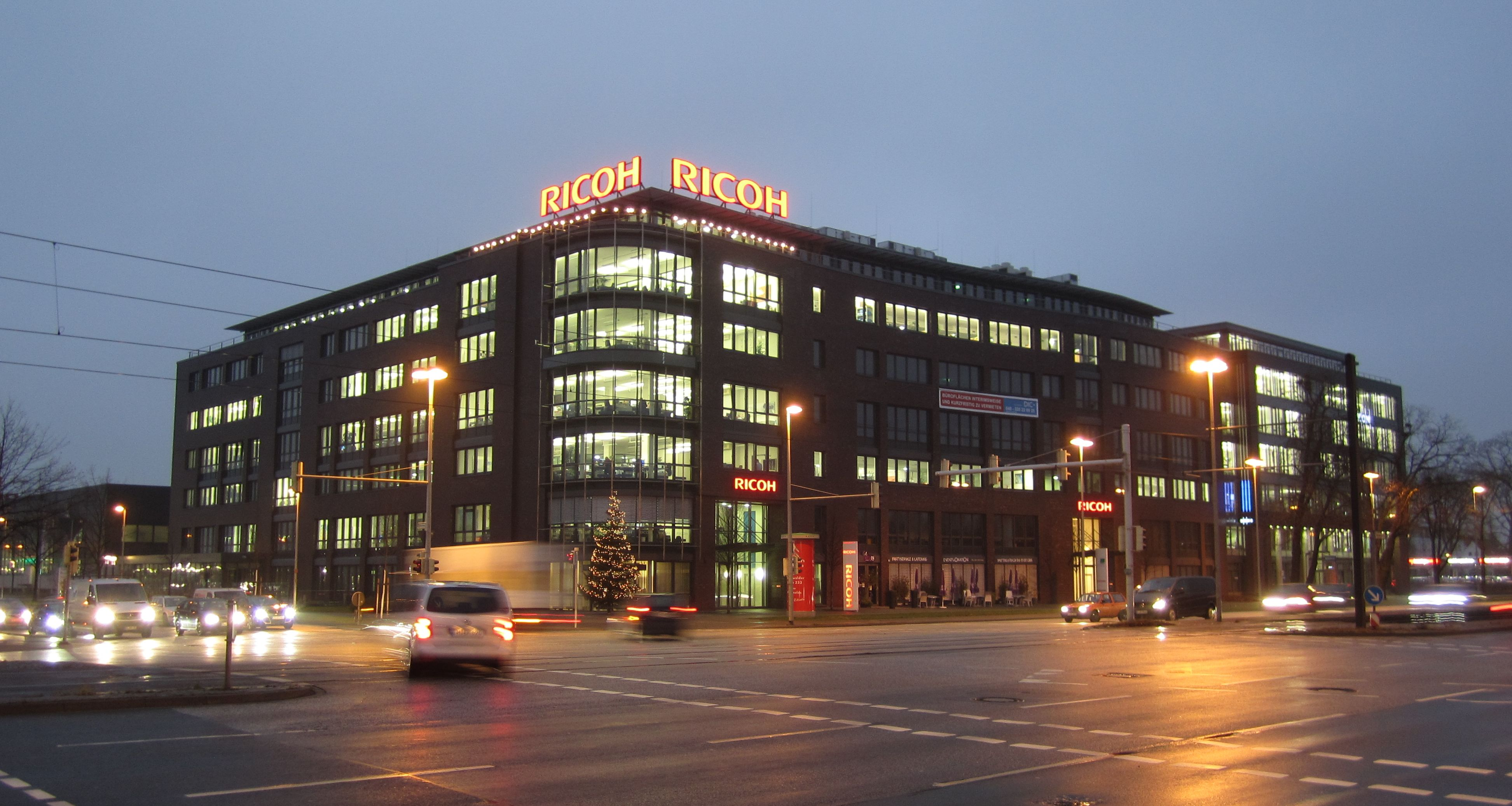
Ricoh-Deutschland-Zentrale

Die Ricoh Company Ltd. gründete 1978 in Frankfurt am Main die deutsche Ländergesellschaft Ricoh Deutschland GmbH und ist eine Ländergesellschaft der Ricoh Europe Holdings B. V. Im Jahre 2006 wurden die Ricoh Digitale Lösungen GmbH und die Ricoh Deutschland GmbH zusammengeführt. 2007 wurden die NRG Deutschland GmbH (Hannover) und die Ricoh Deutschland GmbH (Frankfurt) verschmolzen. Seit November 2007 befindet sich die Hauptverwaltung der Ricoh Deutschland GmbH in Hannover (Lage).
2008 trennten sich Ricoh Deutschland und der bisherige Geschäftsführer Uwe-Jens Nonnsen. Neuer Geschäftsführer von Ricoh Deutschland wurde James Howard Potter. Von Anfang Oktober 2009 bis Ende August 2015 war Uwe Jungk Geschäftsführer von Ricoh Deutschland. Sein Nachfolger wurde Niculae Cantuniar, der wiederum zum April 2021 von Raphaël Zaccardi abgelöst wurde.
Im Jahr 2007 wurde Infotec, die europäische Organisation des amerikanischen Danka-Konzerns übernommen. Im Februar 2011 wurde mit der Heidelberger Druckmaschinen AG eine globale strategische Kooperation angekündigt, die den Kunden eine Kombination von Digital- und Offset-Technik ermöglichen soll. Im Oktober 2011 wurde die Fotosparte der Marke Pentax, vormals Teil der Hoya-Gruppe, übernommen. 
Im Jahre 2009 wurden die Infotec Deutschland GmbH und Teile von Infotec International B. V. in die Ricoh Deutschland GmbH integriert. 2010 erfolgte die Integration der IKON Office Solutions GmbH Deutschland.
Im Juni 2012 hat Ricoh das mittelständische Systemhaus ADA – Das Systemhaus GmbH übernommen, nachdem dieses in finanzielle Schieflage geraten war. Ricoh führt den operativen Teil der ADA weiter und integriert es in seinen IT-Service.

### Ricoh Schweiz AG
Das Unternehmen ist am 1. Oktober 2008 aus den drei bereits bestehenden Ricoh-Tochtergesellschaften Lanier, Celltec und Infotec entstanden. Geschäftsführer ist seit dem 1. April 2017 Daniel Tschudi. In der Schweiz beschäftigt Ricoh rund 400 Mitarbeiter und ist neben seiner Hauptverwaltung in Zürich-Wallisellen schweizweit mit zwölf Filialen lokal vertreten. Ricoh Schweiz vertreibt Produkte und Dienstleistungen für die digitale Bürokommunikation und den Produktionsdruck sowie IT-Services. Hierzu zählen neben der vom japanischen Mutterkonzern hergestellten Hardware (Multifunktionssysteme, Drucker, Produktionsdrucksysteme, Faxsysteme) auch Softwarelösungen und branchenbezogene Dienst- und Beratungsleistungen. Diese Leistungen beziehen sich auf den gesamten Infrastrukturbetrieb (Managed Services, Outsourcing) und umfassen den kompletten Lebenszyklus des Informationsträgers Dokument in Unternehmen und Organisationen. Vorrangiges Ziel ist es hierbei, eine Prozessverbesserung, Produktivitätssteigerung und Kostensenkung im Bereich der Bürokommunikation und der unternehmensweiten Druck- und Dokumentenverarbeitung zu realisieren.